# Yves Galland
Yves Galland (ur. 8 marca 1941 w Paryżu, zm. 13 lipca 2025) – francuski polityk, samorządowiec, prawnik i menedżer, przewodniczący Partii Radykalnej, minister, poseł do Parlamentu Europejskiego I, II, III i IV kadencji, prezes koncernu Boeing France.

## Życiorys
Ukończył studia prawnicze na Uniwersytecie Paryskim. Pracował jako menedżer w różnych przedsiębiorstwach, współtworzył i zarządzał firmami branży reklamowej i wydawniczej. W 1977 wstąpił do Partii Radykalnej. Od 1988 do 1993 pełnił funkcję przewodniczącego tego ugrupowania.
Od 1979 do 1986 oraz od 1989 do 1995 był eurodeputowanym, uzyskując mandat z ramienia współtworzonej przez radykałów Unii na rzecz Demokracji Francuskiej. W latach 1992–1994 pełnił funkcję przewodniczącego Grupy Liberalnej, Demokratycznej i Reformatorskiej, a od 1989 do 1992 wiceprzewodniczącego PE III kadencji.
Od 1986 do 1988 był ministrem delegowanym do spraw władz lokalnych w gabinecie, którym kierował Jacques Chirac. W rządach Alaina Juppé pełnił obowiązki ministra przemysłu (1995) oraz ministra delegowanego do spraw finansów i handlu zagranicznego (1995–1997). W latach 1983–2008 zasiadał w radzie miejskiej Paryża, od 1983 do 1997 sprawując urząd zastępcy mera francuskiej stolicy. Był także członkiem władz klubu piłkarskiego Paris Saint-Germain Football Club. W 2007 po rozłamie w UDF dołączył do frakcji radnych ugrupowania Nowe Centrum.
W 2000 został dyrektorem wykonawczym w grupie ubezpieczeniowej Europ Assistance, a w 2003 prezesem francuskiego oddziału koncernu Boeing.
Yves Galland był żonaty, miał troje dzieci.